# Dora (Freud)

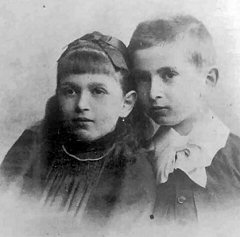
Ida Bauer (Dora) op vijfjarige leeftijd, met haar broer Otto

Dora is de bijnaam die de Weense psychiater Sigmund Freud gaf aan een patiënte wier casus ('ziektegeschiedenis') hij beschreef in zijn Fragment van de analyse van een geval van hysterie, gepubliceerd in 1905. De echte naam van deze patiënte was Ida Bauer (1882-1945). Zij was de zus van Otto Bauer, die later een bekend marxist zou worden.

## Ziektegeschiedenis
Dora kwam bij Freud in behandeling op haar achttiende jaar, in oktober 1900, het jaar van het verschijnen van diens boek De droomduiding. Dora vertoonde tekenen van een hysterische fluistermanie (afonie), irrationele vijandigheid, depressiviteit en soms zelfs suïcidaliteit.
Tijdens de eerste sessie gaf Dora al een soort van verklaring voor haar toestand: de heer K., een vriend van de familie, met wiens vrouw Dora's vader een verhouding had, zocht tijdens een wandeling seksuele toenadering tot haar. Diep beledigd gaf ze hem een klap. De heer K. ontkende later de toenadering en Dora's vader geloofde hem en weet het verhaal aan Dora's fantasie. Freud was echter bereid haar verhaal aan te nemen, hetgeen aanvankelijk een vertrouwensband creëerde.
Freuds uiteindelijke verklaringen werden echter door Dora afgewezen. Freud constateerde dat de seksuele toenadering van K. bij Dora een gevoel van seksuele opwinding teweeg had gebracht, deels veroorzaakt doordat ze het opgerichte lid van de man tegen haar lichaam voelde. Ze had dat gevoel echter verschoven naar omhoog, naar haar keel. Dora's reactie duidde hij daarmee als een vorm van hysterie.
Freud zag verder in de ook nog allerlei andere ingewikkelde erotische dwarsverbanden bij Dora in haar beschrijving van haar relatie tot K., tot haar vader en zelfs tot mevrouw K.
Dora wees zijn verklaringen echter af. Freud toonde volgens zijn biograaf Peter Gay "een duidelijk gebrek aan inlevingsvermogen in het toestandbeeld van haar adolescentenziel, die een luisterend oor had gezocht maar alleen een koele analyticus tegenover zich vond". Na elf weken brak ze de behandeling dan ook af.

## Dora's dromen
Een bijzonder onderdeel van Dora's ziektegeschiedenis vormt Freuds analyse van twee van haar dromen.
De eerste keer droomt Dora over een juwelenkistje dat haar moeder uit een brandend huis wil redden, ondanks de protesten van haar vader die erop stond dat ze eerst de kinderen zou redden. Freud verklaarde dat het juwelenkistje (Schmuckkästchen) stond voor het vrouwelijk geslachtsorgaan. Hij komt vervolgens met een stortvloed aan duidingen: "U zei bij uzelf, die man achtervolgt me, hij wil mijn kamer binnendringen, mijn juwelenkistje is in gevaar, maar als er iets akeligs gebeurt is het papa's fout. Daarom koos u in uw droom een situatie die het tegendeel uitdrukt, een gevaar waaruit uw papa zich redt. In dit gedeelte van uw droom is in het algemeen alles in zijn tegendeel veranderd. Welke plaats neemt uw mama hierin? Ze is, zoals u weet, uw vroegere rivale om de gunsten van uw papa" en zo gaat Freud nog een hele tijd door. Uiteindelijk concludeert hij dat Dora niet alleen bang is voor de heer K., maar nog banger voor zichzelf, voor de verleiding aan hem toe te geven.
Dora wilde Freud in zijn redeneringen echter niet meer volgen. Toen Freud in december 1900, tijdens de elfde sessie, een tweede droom van haar opnieuw duidde als een bevestiging van zijn hypothese dat Dora verliefd zou zijn op de heer K. deelde zij hem mee dat ze de therapie afbrak en stopte ermee.

## Afloop en kritiek
Ondanks het feit dat Freud er gewag van maakt dat Dora twee jaar later tegen hem gezegd zou hebben dat ze zich, niettegenstaande het feit dat de therapie niet was voltooid, zich er toch beter door was gaan voelen, erkende Freud dat zijn therapie met Dora was mislukt. Hij gebruikte de casus vervolgens voor het beschrijven van processen van 'overdracht' en 'tegenoverdracht', waarbij cliënt en therapeut elkaar wederzijds beïnvloedden.
Critici halen de casus, die ook veelvuldig is gehekeld door feministen, regelmatig aan om te wijzen op Freuds gewoonte om tot in het eindeloze ingewikkelde en vergezochte verklaringen te zoeken, waar simpele oorzaken vaak voor de hand lagen. "Wellicht was Dora alleen maar vreselijk geschrokken van het incident met dhr. K. en zat haar dat dwars, niet meer dan dat", aldus Peter Gay.